# Conventie van Aguascalientes

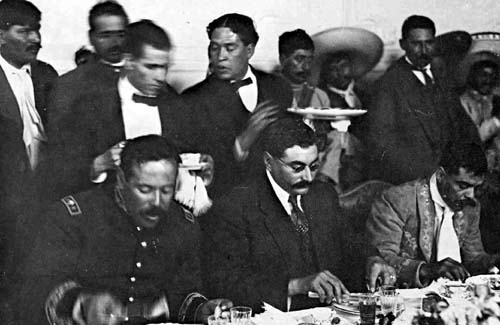
Villa, Gutiérrez en Zapata

De Conventie van Aguascalientes (Spaans: Convención de Aguascalientes) was een congres tijdens de Mexicaanse Revolutie waarbij het revolutionaire leiderschap overlegde over de te volgen koers. De conventie zetelde in Aguascalientes.
De conventie werd bijeengeroepen in oktober 1914, nadat het Constitutionalistische Leger van Venustiano Carranza de dictator Victoriano Huerta had weten te verdrijven. Er was echter onenigheid ontstaan in het constitutionalistische kamp. Pancho Villa en zijn aanhangers hadden al langere tijd twisten met Carranza. Carranza verweet Villa ongehoorzaamheid terwijl Carranza voor Villa niet radicaal genoeg was. Carranza had de Mexicaanse grondwet van 1857 maar veel aanhangers van Villa wilden een radicaler, socialistisch programma. Carranza weigerde de conventie te erkennen zolang Villa en Emiliano Zapata niet aftraden en het land verlieten, en zolang er geen voorlopige grondwettelijke regering zou zijn gevormd. Ook vond Carranza dat de conventionalisten te radicaal waren wanneer het aankwam op landverdeling. Toen dit niet mogelijk bleek vluchtte Carranza naar Veracruz, waar hij een tegenregering vestigde.
Op de conventie waren ongeveer 150 personen aanwezig, waarvan de meeste generaals of Zapatistische intellectuelen waren. De conventie riep Eulalio Gutiérrez tot voorlopig president uit. De twist was nu compleet en de strijd hervatte zich, waarbij de conventionalisten streden tegen de constitutionalisten. De conventies wist geen algemene overeenstemming te bereiken. Zapata, een anarchist, wantrouwde alles dat met macht of leiders te maken had, terwijl Gutiérrez bredere ambities had, en zich afscheidde van de conventie om een eigen regering te vormen. Hij werd vervangen door Roque González Garza.
De conventionalisten bleken minder sterk op het slagveld dan de constitutionalisten. Pancho Villa werd in een aantal grote veldslagen op de Bajío verslagen, waarna de conventie verhuisde naar Toluca. In oktober namen de constitutionalisten Mexico-Stad in, waarna de conventie werd ontbonden en Carranza weer president werd. De strijd bleef nog enkele jaren doorgaan, de laatste conventionalisten legden in 1920 de wapens neer nadat de nieuwe president Adolfo de la Huerta een amnestie had aangeboden.

## Voorzitters van de conventie
- 31 oktober 1914 - 6 november 1914: Antonio I. Villarreal
- 6 november 1914 - 16 januari 1915: Eulalio Gutiérrez
- 16 januari 1915 - 10 juni 1915: Roque González Garza
- 10 juni 1915 - 10 oktober 1915: Francisco Lagos Cházaro

## (Incomplete) lijst van afgevaardigden
- Felipe Ángeles
- Lucio Blanco
- Saturnino Cedillo
- Severino Ceniceros
- Manuel Chao
- Antonio Díaz Soto y Gama
- Francisco Figueroa Mata
- Roque González Garza
- Eulalio Gutiérrez
- Eduardo Hay
- José Inocente Lugo
- Gildardo Magaña
- Francisco Lagos Cházaro
- Francisco Mugica
- Francisco Murguía
- Pánfilo Natera
- Álvaro Obregón
- Orestes Pereyra
- Antonio I. Villarreal